# Gagetown (Nuevo Brunswick)
Gagetown es una parroquia canadiense situada en la provincia de Nuevo Brunswick.

## Superficie
Gagetown tiene una superficie de 234,58 km².

## Demografía
En 2021, tenía 324 habitantes, una densidad poblacional de 1,4 hab./km², y 149 viviendas.